# Sestava hokejové reprezentace Čech na ME 1914
Na turnaj nepřijeli opět hráči Švýcarska. Český tým přijel s obměněnou sestavou, v níž si tentokrát na úvod turnaje hladce poradil s mužstvem Belgie, které titul obhajovalo. V posílené sestavě na závěr turnaje zvládli Češi i duel s domácím týmem a stali se prvními, komu se podařilo vyhrát turnaj dvakrát. Pomohlo jim větší kluziště, na němž dokázali lépe kombinovat než soupeři a dobrá obrana. Poprvé zde na vrcholné akci reprezentoval Karel Pešek-Káďa, který byl též úspěšným fotbalistou.

## Tabulka
| Medaile | Mužstvo |
| ------- | ------- |
| Zlato   | Čechy   |
| Stříbro | Německo |
| Bronz   | Belgie  |

## Sestava
- Karel Wälzer
- Václav Pondělíček
- Jan Palouš
- Josef Loos
- Jan Fleischmann
- Jaroslav Jirkovský
- František Rublič
- Karel Pešek-Káďa
- Josef Páral

Trenérem tohoto výběru byl
| Sestava hokejové reprezentace Čech na ME                  | Sestava hokejové reprezentace Čech na ME           | Sestava hokejové reprezentace Čech na ME                          |
| --------------------------------------------------------- | -------------------------------------------------- | ----------------------------------------------------------------- |
| Předchůdce: Sestava hokejové reprezentace Čech na ME 1913 | 1914 Sestava hokejové reprezentace Čech na ME 1914 | Nástupce: Sestava Československé hokejové reprezentace na ME 1921 |